# Amerikai Dalfesztivál
Az Amerikai Dalfesztivál (angolul: American Song Contest, rövidítve ASC) egy 2022-ben induló, a tervek szerint évente megrendezendő dalverseny, az 1956 óta Európában megrendezett Eurovíziós Dalfesztivál amerikai adaptációja. A verseny az Amerikai Egyesült Államok államai, fővárosa és lakott külbirtokai között zajlik, melyben minden részt vevő terület benevez egy zeneszámot, amit élő adásban előadnak, majd szavaznak a többi résztvevő által benevezett számokra, hogy megtalálják a verseny legnépszerűbb produkcióját.
Az Amerikai Dalfesztivál az első Európán kívüli dalverseny, melyet az Eurovíziós Dalfesztivált szervező Európai Műsorsugárzók Uniója támogatásával hoztak létre az Eurovíziós Dalfesztivál mintájára.
A versenyt Magyarországon nem közvetítik, a Médiaszolgáltatás-támogató és Vagyonkezelő Alap (MTVA) 2020 óta az Eurovíziós Dalfesztiválon sem vesz részt, és nem is közvetíti azt.

## Történet
A verseny koncepcióját az Európában 1956 óta évente megrendezett Eurovíziós Dalfesztivál adta. Az európai verseny a világ leghosszabb ideje sugárzott könnyűzenei műsora.
Az Eurovíziós Dalfesztivált első alkalommal 1969-ben közvetítették az Egyesült Államokhoz tartozó Puerto Ricóban, majd két évvel később, 1971-ben a PBS az Egyesült Államokban is műsorra tűzte. Ezt követően legközelebb csak 2003-ban láthatták amerikai és puerto ricói nézők a versenyt, majd egy évvel később is. 2016 óta minden évben közvetítették a dalfesztivált az Egyesült Államokban, kezdetben a Logo TV-n, majd a Netflix és a Peacock online felületén. 2018-ban és 2019-ben a massachusettsi székhelyű WJFD-FM rádióállomás is közvetítette a versenyt.
2020. június 26-án jelent meg a Netflix felületén az Eurovíziós Dalfesztivál: A Fire Saga története (eredeti címén: Eurovision Song Contest: The Story of Fire Saga) című amerikai filmvígjáték Will Ferrell és Rachel McAdams főszereplésével, mely az első film volt, melynek cselekményében központi szerepet kapott az Eurovíziós Dalfesztivál. A film a megjelenését követő hétben a Netflix legnézettebb tartalma lett az Egyesült Államokban, emellett jobban megismertette a dalversenyt az amerikai közönséggel. A filmben elhangzó Husavik című dalt továbbá többek között Oscar-díjra is jelölték a legjobb eredeti dal kategóriában a 93. Oscar-gálán. A dalt Ferrell mellett Molly Sandén svéd énekesnő énekelte fel, aki a 2006-os Junior Eurovíziós Dalfesztiválon Svédország legjobb eredményét elérve a harmadik helyen zárt, emellett három alkalommal versenyzőként is részt vett Svédország eurovíziós nemzeti válogatóversenyén, a Melodifestivalenen is.
2006-ban merült fel először egy, az Eurovíziós Dalfesztiválhoz hasonló amerikai dalverseny gondolata Ben Silverman által, aki az NBC-n tűzte volna műsorra a dalfesztivált az ekkoriban a FOX-on sugárzott American Idol tehetségkutató riválisaként. Végül a 2019-es Eurovíziós Dalfesztivál ideje alatt, Tel-Avivban, egy sajtótájékoztató keretein belül a svéd eurovíziós delegációvezető, Christer Björkman és Ola Melzig televíziós producer jelentették be az Amerikai Dalfesztivál előkészületeinek megkezdését, majd 2021. május 14-én az Európai Műsorsugárzók Uniója (EBU) bejelentette, hogy az NBC megvásárolta a jogokat az esemény műsorra tűzésére vonatkozóan. Ugyanebben a hónapban indult el a jelentkezési időszak is egy online felületen, lehetővé téve a részvételt a legalább 16 éves előadók számára, az Eurovíziós Dalfesztiválhoz hasonlóan. Az egyes előadóknak a jelentkezés során fel kellett tüntetniük, mely államokhoz kötődnek, továbbá a szervezők kiemelték, hogy eredeti, kereskedelmi forgalomban meg nem jelent dalokat várnak.
Az NBC eredetileg szezonközi vagy nyári kezdéssel tűzte volna műsorra a versenyt 2022-ben, főproducernek Ben Silvermant nevezték meg.
2021 márciusában Christer Björkman a The Euro Trip podcastinterjújában Las Vegast, Tampát és Orlandót nevezte meg lehetséges rendező városokként. Ugyanezen év májusában a szervezők Los Angelesben és Atlantában történt forgatásokról számoltak be. A végső forgatási helyszín a kaliforniai Universal Cityben található Universal Studios Lot volt.
Az első Amerikai Dalfesztivált eredetileg 2022. február 21-i indulással tervezték, azonban a Covid19-pandémia miatt március 21-re halasztották. A verseny döntőjét május 9-én rendezik. Az első reklám az NBC Twitter-fiókján jelent meg 2021. december 15-én.
Az első verseny műsorvezetői Snoop Dogg rapper és Kelly Clarkson énekesnő lesznek, akiket a Super Bowl napján, február 13-án jelentettek be.

## Formátum
Az Amerikai Dalfesztivál alapformátuma a részt vevő államok és területek nagy száma miatt eltér az Eurovíziós Dalfesztivál formátumától: a két elődöntőt és egy döntőt egy öt adásból álló selejtező előzi meg.
Az Eurovíziós Dalfesztivállal megegyezően, az egész országban és a külbirtokokon egyidőben közvetített, élő adásokat rendeznek, szólóelőadók, duettek, DJ-k és együttesek eredeti dalainak részvételével. Az egyes produkciókat a versenyzőket bemutató kisfilmek, úgynevezett képeslapok előzik meg. Eltérés az európai versenyhez képest a dalok hossza: minden dal legfeljebb 2 perc 45 másodperces lehet, ami 15 másodperccel rövidebb az Eurovíziós Dalfesztiválon indítható leghosszabb daloknál. Emellett az Amerikai Dalfesztiválon nincs felső korlátozás az egy produkció alatt színpadon levő emberek számára vonatkozóan: míg az európai versenyen összesen legfeljebb hat személy tartózkodhat a színpadon, az amerikai változatban ez a korlátozás csak a részt vevő előadókra vonatkozik, a háttérénekesekre és háttértáncosokra nem.
A selejtezők során egy továbbjutó a részt vevő államonként és területenként 1-1 tagot delegáló, így összesen 56 tagú szakmai zsűri döntése alapján, további három pedig az adásokat megelőző három napban lezajlott közönségszavazás eredménye alapján kerül kiválasztásra. A selejtezőket követően a szakmai zsűri a kiesett versenyzők közül további kettőt szabadkártyával továbbjuttat az elődöntőkbe, ahol így összesen 22 állam vesz részt.
Az elődöntőkben a selejtezők során alkalmazott szavazási rendszert alkalmazzák, a döntőben pedig tíz állam vesz részt. A dalok előadása után elsőként a szakmai zsűri pontjait ismertetik az Eurovíziós Dalfesztiválhoz hasonló stílusban, majd ezt követően a zsűri pontjaihoz hozzáadják a közönség által kiosztott pontokat. Ahogy az Eurovíziós Dalfesztiválon, úgy az amerikai verzióban sem lehetséges a saját államra történő szavazás. A szavazást követően a győztes dal A Legjobb Eredeti Dal címét nyeri meg.

## Részvétel
Az Eurovíziós Dalfesztiváltól eltérően az Amerikai Dalfesztiválon részvételre jogosult államok száma és listája meghatározott: a versenyen az Amerikai Egyesült Államok 50 állama, 5 lakott külbirtoka, valamint a szövetségi főváros, így összesen 56 állam és terület vehet részt.
Az Amerikai Egyesült Államok Államai:
| - Alabama - Alaszka - Arizona - Arkansas - Colorado - Connecticut - Dél-Dakota - Dél-Karolina - Delaware - Észak-Dakota - Észak-Karolina - Florida - Georgia | - Hawaii - Idaho - Illinois - Indiana - Iowa - Kalifornia - Kansas - Kentucky - Louisiana - Maine - Maryland - Massachusetts - Michigan | - Minnesota - Mississippi - Missouri - Montana - Nebraska - Nevada - New Hampshire - New Jersey - New York - Nyugat-Virginia - Ohio - Oklahoma - Oregon | - Pennsylvania - Rhode Island - Tennessee - Texas - Új-Mexikó - Utah - Vermont - Virginia - Washington - Wisconsin - Wyoming |  |

Az Amerikai Egyesült Államok lakott külbirtokai:
- Amerikai Szamoa
- Amerikai Virgin-szigetek
- Északi-Mariana-szigetek
- Guam
- Puerto Rico

Az Amerikai Egyesült Államok fővárosa:
- Washington DC